# Víctor Sosa
Víctor Hugo Sosa (nacido el 13 de agosto de 1958 en Buenos Aires, Argentina) es un ex-futbolista argentino. Jugaba de centrocampista y su primer club fue Sportivo Desamparados.

## Carrera
Comenzó su carrera en 1974 jugando para Sportivo Desamparados. En 1977 se fue al Belgrano de Córdoba. En 1978 se trasladó al Atlético Ledesma, en donde estuvo hasta 1979. En 1982 se pasó al Independiente Rivadavia, en donde finalmente se retiró.

## Clubes
| Club                    | País      | Año       |
| ----------------------- | --------- | --------- |
| Desamparados            | Argentina | 1974      |
| Belgrano de Córdoba     | Argentina | 1977      |
| Atlético Ledesma        | Argentina | 1978-1979 |
| Independiente Rivadavia | Argentina | 1982      |